# Nesticus constantinescui
Nesticus constantinescui este o specie de păianjen araneomorf din familia Nesticidae. Specia, descrisă pentru prima dată de Margareta Dumitrescu în 1979, este endemică României.